# 坎波雷東多區
6°07′01″S 78°21′00″W / 6.11694°S 78.35000°W
坎波雷東多區（西班牙語：Distrito de Camporredondo），是秘魯的一個區，位於該國北部亞馬遜大區的盧亞省，始建於1933年11月3日，面積376平方公里，海拔高度1,750米，2005年人口5,765，人口密度每平方公里15人。